# Eric Addo
Eric Addo (ur. 12 listopada 1978 w Akrze) – ghański piłkarz występujący na pozycji obrońcy lub pomocnika.
Ma młodszego brata Ransforda, który również jest piłkarzem.

## Kariera klubowa
Eric Addo karierę zaczął w amatorskim klubie Noble Harrics, gdzie grał na poziomie trampkarzy oraz juniorskim. Jako mały chłopiec fascynował się piłką nożną i marzył o zrobieniu światowej kariery. Kiedy miał 17 lat, przeprowadził się do Belgii. Zaczął grywać w profesjonalnym Club Brugge. Zadebiutował 17 sierpnia 1996 przeciwko Sint-Truiden. Po 77. minucie spotkania zastąpił Mario Stanicia. Spędzając trzy lata został ściągnięty przez trenera wielokrotnego mistrza Holandii PSV Eindhoven za 6 milionów euro. Następnie był graczem Roda JC Kerkrade, aby w sezonie 2003/2004 powrócić do PSV. W 2006 i 2007 roku został z tym zespołem mistrzem Holandii. W 2009 roku ponownie wypożyczono go do Rody Kerkrade, a następnie sprzedany do tego klubu na stałe. W 2011 roku odszedł z Rody, a w kolejnym roku był graczem zespołu FC Eindhoven. Tam zakończył karierę.
| Sezon     | Klub             | Kraj     | Rozgrywki      | Mecze | Bramki |
| --------- | ---------------- | -------- | -------------- | ----- | ------ |
| 1996/1997 | Club Brugge      | Belgia   | Eerste Klasse  | 15    | 1      |
| 1997/1998 | Club Brugge      | Belgia   | Eerste Klasse  | 27    | 3      |
| 1998/1999 | Club Brugge      | Belgia   | Eerste Klasse  | 18    | 1      |
| 1999/2000 | PSV Eindhoven    | Holandia | Eredivisie     | 6     | 0      |
| 2000/2001 | PSV Eindhoven    | Holandia | Eredivisie     | 6     | 0      |
| 2001/2002 | PSV Eindhoven    | Holandia | Eredivisie     | 9     | 0      |
| 2002/2003 | PSV Eindhoven    | Holandia | Eredivisie     | 3     | 0      |
| 2002/2003 | Roda JC Kerkrade | Holandia | Eredivisie     | 16    | 0      |
| 2003/2004 | Roda JC Kerkrade | Holandia | Eredivisie     | 11    | 0      |
| 2003/2004 | PSV Eindhoven    | Holandia | Eredivisie     | 8     | 0      |
| 2004/2005 | PSV Eindhoven    | Holandia | Eredivisie     | 2     | 0      |
| 2005/2006 | PSV Eindhoven    | Holandia | Eredivisie     | 20    | 1      |
| 2006/2007 | PSV Eindhoven    | Holandia | Eredivisie     | 14    | 0      |
| 2007/2008 | PSV Eindhoven    | Holandia | Eredivisie     | 12    | 0      |
| 2008/2009 | PSV Eindhoven    | Holandia | Eredivisie     | 2     | 1      |
| 2008/2009 | Roda JC Kerkrade | Holandia | Eredivisie     | 6     | 1      |
| 2009/2010 | Roda JC Kerkrade | Holandia | Eredivisie     | 12    | 0      |
| 2010/2011 | Roda JC Kerkrade | Holandia | Eredivisie     | 13    | 0      |
| 2011/2012 | FC Eindhoven     | Holandia | Eerste divisie | 4     | 0      |

## Kariera reprezentacyjna
Z reprezentacją Ghany związany jest od 1998, kiedy zadebiutował 9 lutego w meczu przeciwko reprezentacji Tunezji. Wystąpił na Mistrzostwach Świata w Niemczech oraz na Pucharze Narodów Afryki. W kadrze narodowej rozegrał 45 spotkań.